# Arcevia
Arcevia település Olaszországban, Marche régióban, Ancona megyében. Lakosainak száma 4231 fő (2023. január 1.). Arcevia Barbara, Genga, Mergo, Montecarotto, Rosora, San Lorenzo in Campo, Sassoferrato, Serra San Quirico, Castelleone di Suasa, Pergola és Serra de' Conti községekkel határos.

## Népesség
A település népessége az elmúlt években az alábbi módon változott:
| Lakosok száma | 4491 | 4496 | 4325 | 4231 |
|               | 2017 | 2018 | 2020 | 2023 |